# Galería Lirolay

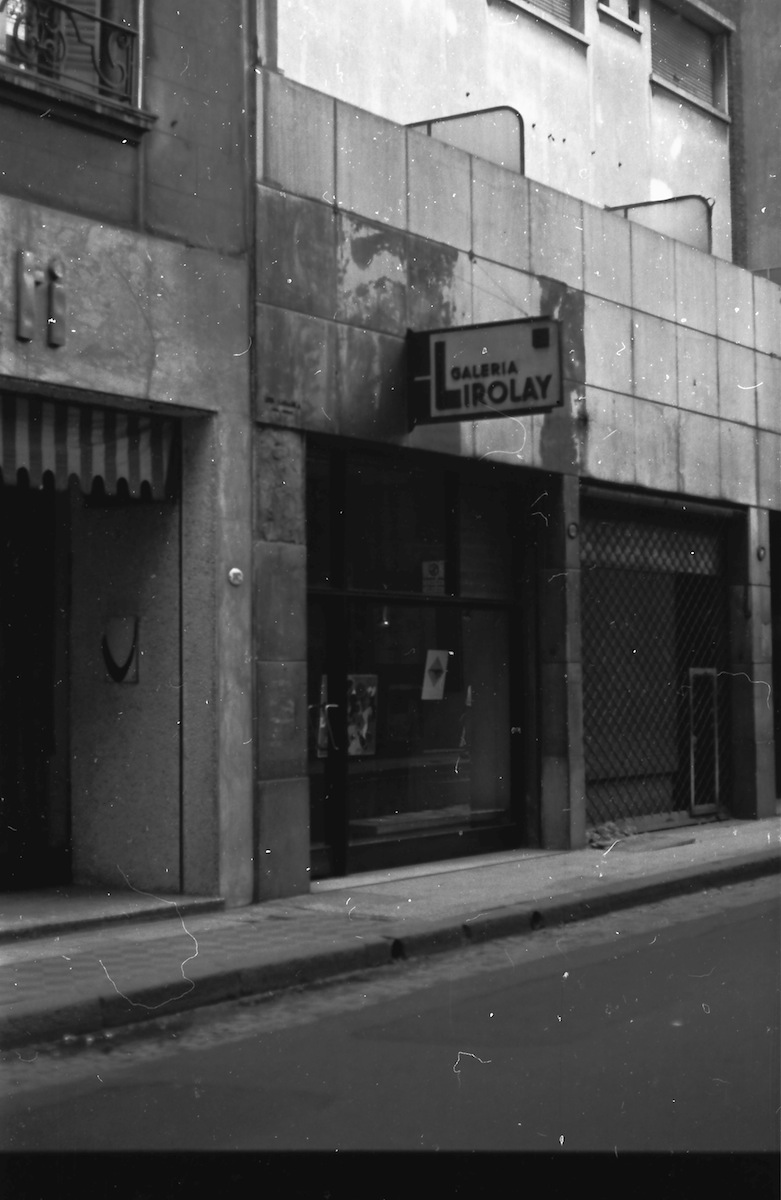
La galería Lirolay en su ubicación original de Esmeralda 868, Buenos Aires, Argentina (Foto: 1968)

Galería Lirolay (1960-1981) fue una galería de arte ubicada en el centro de la ciudad de Buenos Aires reconocida por haber provisto de un espacio de expresión abierto a los movimientos de arte no tradicionales que florecieron en Argentina durante las décadas del 60 y 70. Algunas de las exposiciones que transcurrieron allí son consideradas hoy "de gran trascendencia para la historia del arte argentino":
- "Arte Destructivo" (1961)
- "La muerte" (1964)
- "Geometría Sensible" (1964).

Kenneth Kemble, Marta Minujín, Narcisa Hirsch, Andy Goldstein y León Ferrari son algunos de los numerosos artistas de reconocida trayectoria que realizaron exposiciones en Lirolay.
La galería fue fundada en 1960 por Mario y Paulette Fano. Su ubicación original era en la calle Esmeralda 869. En 1969 fue mudada al 1° piso de la calle Paraguay 794. La galería cerró sus puertas en el año 1981 cuando Mario y Paulette Fano se mudaron a Nueva York.